# Вишеньківська сільська рада (Коропський район)
Вишеньківська сільська́ ра́да — адміністративно-територіальна одиниця та орган місцевого самоврядування в Коропському районі Чернігівської області. Адміністративний центр — село Вишеньки.

## Загальні відомості
- Територія ради: 38,221 км²
- Населення ради: 914 особи (станом на 2001 рік)

Вишеньківська сільська рада зареєстрована 1918 року. Стала однією з 25-ти сільських рад Коропського району і одна з 18-ти, яка складається більше, ніж з одного населеного пункту.
На території сільради діє Вишенська ЗОШ І-ІІ ст.,Черешенська спеціалізована школа-інтернат І-ІІІ ст. з поглибленим вивченням предметів та курсів та Вишеньківський ДНЗ.

## Населені пункти
Сільській раді були підпорядковані населені пункти:
- с. Вишеньки (506 осіб)
- с. Бужанка (105 осіб)
- с. Черешеньки (248 осіб)
- с. Чорнявка (55 осіб)

## Склад ради
Рада складалася з 16 депутатів та голови.
- Голова ради: Дяченко Володимир Іванович
- Секретар ради: Гирич Світлана Миколаївна

### Керівний склад попередніх скликань
| Прізвище, ім'я, по батькові | Основні відомості                                                 | Дата обрання | Дата звільнення |
| --------------------------- | ----------------------------------------------------------------- | ------------ | --------------- |
| Дяченко Володимир Іванович  | Сільський голова, 1967 року народження, освіта вища, безпартійний | 26.03.2006   | 31.10.2010      |
| Дяченко Володимир Іванович  | Сільський голова, 1967 року народження, освіта вища, безпартійний | 31.10.2010   |                 |

Примітка: таблиця складена за даними сайту Верховної Ради України

### Депутати
За результатами місцевих виборів 2010 року депутатами ради стали:

#### За суб'єктами висування
| Суб'єкт висування                 | Кількість обраних депутатів | %    |
| --------------------------------- | --------------------------- | ---- |
| Партія регіонів                   | 8                           | 50   |
| Самовисування                     | 4                           | 25   |
| Політична партія «Сильна Україна» | 2                           | 12,5 |
| Політична партія «Сила і честь»   | 1                           | 6,3  |
| Соціалістична партія України      | 1                           | 6,3  |

#### За округами
| № округу                          | Прізвище, ім'я, по батькові       | Дата визнання обраним | Освіта             | Партійна приналежність                  | Відомості про обраного депутата                                                                 |
| --------------------------------- | --------------------------------- | --------------------- | ------------------ | --------------------------------------- | ----------------------------------------------------------------------------------------------- |
| Партія регіонів                   |                                   |                       |                    |                                         |                                                                                                 |
| 1                                 | Коваленко Олександр Володимирович | 01.11.2010            | середня            | член Партії регіонів                    | магазин с. Вишеньки, реалізатор                                                                 |
| 3                                 | Куліш Тамара Олександрівна        | 01.11.2010            | середня спеціальна | член Партії регіонів                    | магазин «Надія», с. Черешеньки, продавець                                                       |
| 4                                 | Гирич Світлана Миколаївна         | 01.11.2010            | вища               | член Партії регіонів                    | Вишеньківська сільська рада, секретар виконавчого комітету                                      |
| 7                                 | Мойсеєнко Анатолій Петрович       | 01.11.2010            | середня спеціальна | член Партії регіонів                    | Мезинський природничий парк, інспектор                                                          |
| 8                                 | Куліш Андрій Олександрович        | 01.11.2010            | середня спеціальна | член Партії регіонів                    | тимчасово не працює                                                                             |
| 10                                | Бондаренко Любов Миколаївна       | 01.11.2010            | середня спеціальна | член Партії регіонів                    | Вишенська бібліотека, бібліотекар                                                               |
| 12                                | Ворожбит Сергій Володимирович     | 01.11.2010            | середня спеціальна | член Партії регіонів                    | Черешенська загальноосвітня школа-інтернт І-ІІІ ст., водій                                      |
| 16                                | Мельник Тамара Василівна          | 01.11.2010            | середня спеціальна | член Партії регіонів                    | пенсіонер                                                                                       |
| Політична партія «Сила і Честь»   |                                   |                       |                    |                                         |                                                                                                 |
| 2                                 | Зубок Світлана Іванівна           | 01.11.2010            | вища               | позапартійна                            | Вишеньківська загальноосвітня школа І-ІІ ст., директор                                          |
| Політична партія «Сильна Україна» |                                   |                       |                    |                                         |                                                                                                 |
| 9                                 | Шалупня Людмила Володимирівна     | 01.11.2010            | вища               | член Політичної партії «Сильна Україна» | Вишеньківська сільська рада, головний бухгалтер                                                 |
| 13                                | Куніцина Олена Вікторівна         | 01.11.2010            | вища               | позапартійна                            | районний центр дитячої творчості, директор                                                      |
| Соціалістична партія України      |                                   |                       |                    |                                         |                                                                                                 |
| 15                                | Шурина Галина Іванівна            | 01.11.2010            | середня спеціальна | член Соціалістичної партії України      | Вишеньківська сільська рада, касир                                                              |
| Самовисування                     |                                   |                       |                    |                                         |                                                                                                 |
| 5                                 | Яхутль Лідія Іллівна              | 01.11.2010            | вища               | позапартійна                            | Вишеньківська загальноосвітня школа І-ІІ ст., вчитель англійської мови                          |
| 6                                 | Шелег Віктор Володимирович        | 01.11.2010            | середня спеціальна | позапартійний                           | Вишеньківська загальноосвітня школа І-ІІ ст., робітник                                          |
| 11                                | Перунок Віталій Федорович         | 01.11.2010            | середня спеціальна | позапартійний                           | Черешенська загальноосвітня школа-інтернт І-ІІІ ст., заступник директора по господарчій частині |
| 14                                | Шепет Ніна Миколаївна             | 01.11.2010            | вища               | позапартійна                            | Черешенська загальноосвітня школа-інтернт І-ІІІ ст., вихователь                                 |